# Androcorys angustilabris
Androcorys angustilabris är en orkidéart som först beskrevs av George King och Robert Pantling, och fick sitt nu gällande namn av Agrawala och Harsh Jeet Chowdhery. Androcorys angustilabris ingår i släktet Androcorys och familjen orkidéer. Inga underarter finns listade i Catalogue of Life.